# 天神峡

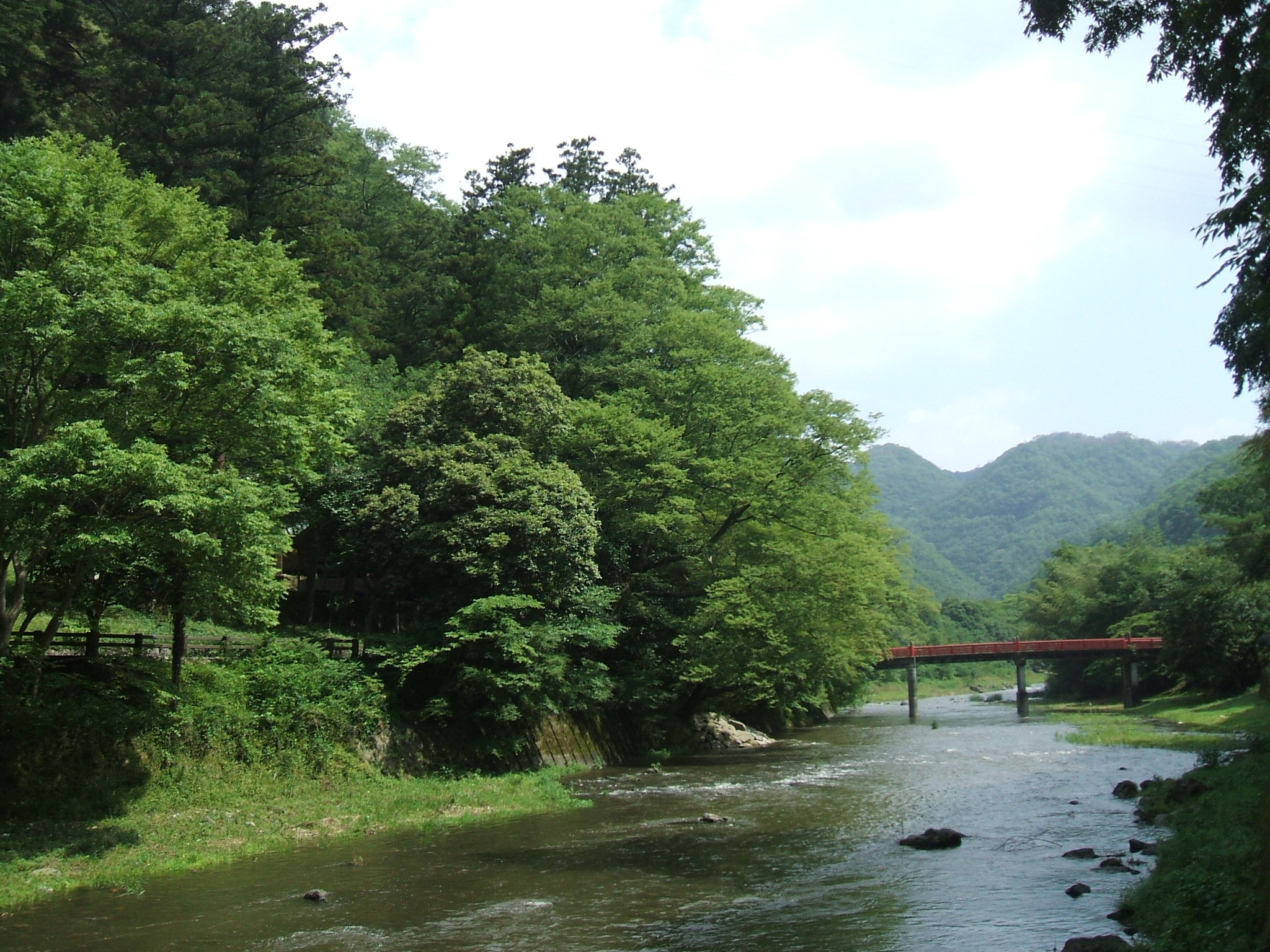
天神峡の流れ（2009年6月撮影）

天神峡（てんじんきょう）は、岡山県井原市芳井町吉井の小田川にある渓谷で、岡山県の特別名勝であり、高梁川上流県立自然公園の一部である。尚、「天神峡」という名の由来は、渓谷内に天神社が祀られていることから。

## 歴史

### 年表
- 1956年（昭和31年）
  - この年、岡山県名称指定。
- 2010年（平成22年）
  - この年度、天神峡トンネル着工[1]。
- 2015年（平成27年）
  - 5月25日、天神峡トンネル貫通、貫通式[2]。
- 2016年（平成28年）
  - 7月31日、岡山県告示第421号により天神峡トンネル供用開始[注 1]、開通式[4]。

## 見どころ
- 小田川の渓谷美
- 紅葉橋
- 天神社
- 中村川砂防公園

## 施設
- 天神峡トンネル （井原市芳井町 吉井 - 川相、延長 907 m 、岡山県道9号芳井油木線）[4]

## アクセス
自動車
- 最寄ICは、山陽自動車道 笠岡ICまたは福山東IC。
- 岡山県道9号芳井油木線沿い。

交通機関
- 最寄駅は、井原鉄道井原線 井原駅。
- 最寄駅より北振バス（共和・弥高山方面または山野方面行）を利用。